# 曾启贤
曾启贤（1921年—1989年），原名企先，男，湖南长沙人，中国政治经济学家，曾任武汉大学教授、博士生导师。